# Mézières-sous-Lavardin
Pour les articles homonymes, voir Mézières.
Mézières-sous-Lavardin est une commune française, située dans le département de la Sarthe en région Pays de la Loire, peuplée de 679 habitants.
La commune fait partie de la province historique du Maine, et se situe dans la Champagne mancelle.

## Géographie
| Neuvillalais | Vernie, Assé-le-Riboul        | Le Tronchet               |
| Neuvillalais | Mézières-sous-Lavardin        | Saint-Jean-d'Assé         |
| Neuvillalais | Conlie, Domfront-en-Champagne | Sainte-Sabine-sur-Longève |

### Lieux-dits et écarts
La Grande Roche, la Petite Roche, Pron, le Fourneau, Beaussé, Goutte d'Or, la Rousselière, Sous Vore, le Clos de la Poule, les Mailleries, la Blanchardière, la Targerie, Findeau, Saint-Denis des Eaux, les Hantelles, la Buffarie, les Chênaies, Chartes, le Souillard, Livonnerie, Launay, les Rebillardières, la Croix, la Corbinière, la Bâte, Chapeau, la Maison Neuve, la Goutardière, les Braudiéres, Boisouge, la Bigottière, la Tesserie, Saint-Chéron, Prégeois, le Vieux Lavardin, la Gagnerie, Belle Fontaine, la Fosse, les Trois Sonnettes.

### Climat
Pour des articles plus généraux, voir Climat des Pays de la Loire et Climat de la Sarthe.
En 2010, le climat de la commune est de type climat océanique dégradé des plaines du Centre et du Nord, selon une étude du CNRS s'appuyant sur une série de données couvrant la période 1971-2000. En 2020, Météo-France publie une typologie des climats de la France métropolitaine dans laquelle la commune est dans une zone de transition entre le climat océanique et le climat océanique altéré et est dans la région climatique  Moyenne vallée de la Loire, caractérisée par une bonne insolation (1 850 h/an) et un été peu pluvieux. 
Pour la période 1971-2000, la température annuelle moyenne est de 10,9 °C, avec une amplitude thermique annuelle de 13,9 °C. Le cumul annuel moyen de précipitations est de 736 mm, avec 12,2 jours de précipitations en janvier et 7,3 jours en juillet. Pour la période 1991-2020, la température moyenne annuelle observée sur la station météorologique de Météo-France la plus proche, « Saint Germain_sapc », sur la commune de Fresnay-sur-Sarthe à 14 km à vol d'oiseau, est de 11,9 °C et le cumul annuel moyen de précipitations est de 695,6 mm,. Pour l'avenir, les paramètres climatiques de la commune estimés pour 2050 selon différents scénarios d'émission de gaz à effet de serre sont consultables sur un site dédié publié par Météo-France en novembre 2022.

## Urbanisme

### Typologie
Au 1er janvier 2024, Mézières-sous-Lavardin est catégorisée commune rurale à habitat dispersé, selon la nouvelle grille communale de densité à sept niveaux définie par l'Insee en 2022.
Elle est située hors unité urbaine. Par ailleurs la commune fait partie de l'aire d'attraction du Mans, dont elle est une commune de la couronne,. Cette aire, qui regroupe 144 communes, est catégorisée dans les aires de 200 000 à moins de 700 000 habitants,.

### Occupation des sols
L'occupation des sols de la commune, telle qu'elle ressort de la base de données européenne d’occupation biophysique des sols Corine Land Cover (CLC), est marquée par l'importance des territoires agricoles (74,8 % en 2018), en diminution par rapport à 1990 (75,9 %). La répartition détaillée en 2018 est la suivante : 
terres arables (40,5 %), prairies (32,1 %), forêts (23,4 %), zones agricoles hétérogènes (2,3 %), zones urbanisées (1,7 %). L'évolution de l’occupation des sols de la commune et de ses infrastructures peut être observée sur les différentes représentations cartographiques du territoire : la carte de Cassini (XVIIIe siècle), la carte d'état-major (1820-1866) et les cartes ou photos aériennes de l'IGN pour la période actuelle (1950 à aujourd'hui).

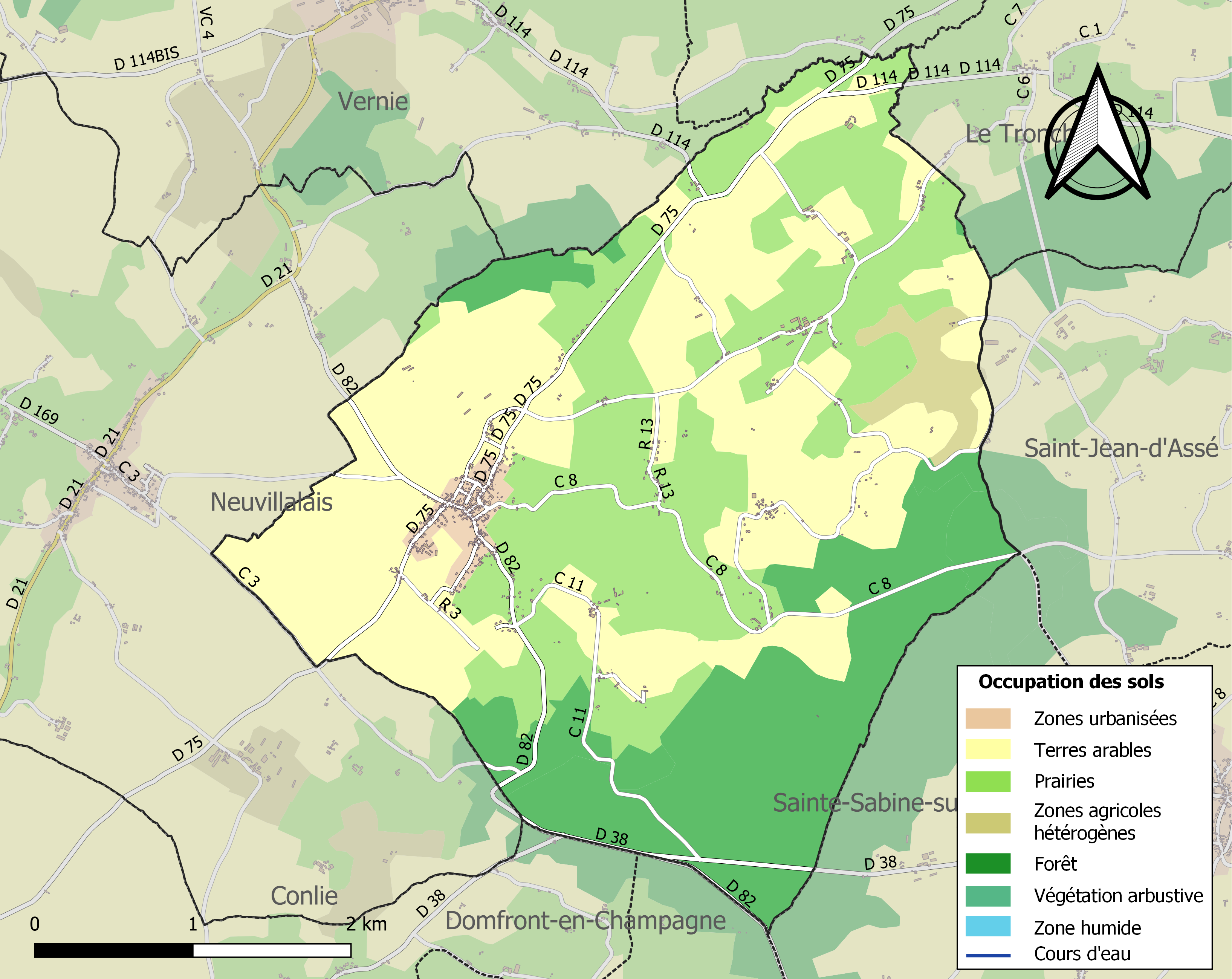
Carte des infrastructures et de l'occupation des sols de la commune en 2018 (CLC).

## Toponymie
Mézières-sous-Lavardin (Macerios, Macerice, Magcerioe) : le nom latin désigne les murs d'une villa, d'un domaine ou d'une enceinte quelconque. L'attribution est ici difficile à déterminer. S'est aussi appelé aussi Méziéres-en-Champagne, Mezières et Mezières et Saint Cheron à la suite de l'absorption de la commune de Saint-Cheron sous la Révolution.
Le gentilé est Mézièrois.

## Histoire
(décembre 2009).
Si vous disposez d'ouvrages ou d'articles de référence ou si vous connaissez des sites web de qualité traitant du thème abordé ici, merci de compléter l'article en donnant les références utiles à sa vérifiabilité et en les liant à la section « Notes et références ».
L'église Saint-Pierre de Mézières (restaurée et décorée depuis peu) appartenait au monastère de la Couture dès avant 1085. Peu après cette date, elle eut à subir les violences d'un baron voisin, Hugue de Tennie, qui la ravagea et la mit en cendres.
Les chapelles de Saint-Denis-des-Eaux à 3,5 km vers Le Tronchet, au nord-est du territoire, et de la Vierge à Siméon (semion) dans la forêt de Mézières, sont des chapelles de dévotion populaire. L'oratoire de Saint-Denis est surtout fréquenté par les gens qui veulent se préserver ou être délivrés des sortilèges.
Michel Blanchard, curé de Mézières, fonda en son église le 17 août 1504 une prestimonie dotée d'un revenu de 60 livres qui subsista jusqu'à la Révolution. La maison affectée à cette dotation a été détruite et remplacée par la maison du notaire.
Par acte en date du 8 avril 1746, Anne Moreau, veuve de M. Joseph Dampol, ancien officier au grenier à sel de Lassay, demeurant rue Saint-Flaceau au Mans, et propriétaire de la terre de Goutte d'Or, fonde une école au bourg de Mézières pour les filles de la paroisse.
Une léproserie a existé à Mézières-sous-Lavardin au Moyen Âge et son emplacement est encore connu. Il s'agit d'un lieu aujourd'hui désigné sous le nom de la Maladerie.
Lavardin, qui donne son surnom à la commune, est un ancien château fort situé à 1 100 mètres au sud-est du bourg. On voit encore une grande partie du mur d'enceinte, des douves, des mottes féodales et le donjon restauré au XVe siècle, bien conservé avec ses vastes salles, ses murailles massives, ses fenêtres à croisillon solidement grillées, son chemin de ronde en encorbellement sur les douves. Cette forteresse aurait reçu la visite de deux rois de France : Philippe Auguste qui vint de Ballon l'assiéger inutilement en 1199, et Henri IV qui, se rendant à Laval après la prise au Mans sur les ligueurs en 1589, y coucha chez son ami Jean III de Beaumanoir.
De simple châtellenie, terre et fief de Lavardin furent érigés très tôt en baronnie, puis en marquisat en 1601. La baronnie puis le marquisat de Lavardin était la possession de la famille de Beaumanoir. Accru des plus riches fiefs de la contrée, ce marquisat comprenait au siècle dernier 28 paroisses dont 9 appartiennent au canton actuel de Conlie (non compris les anciennes paroisses de Verniette, Poché et Saint-Chéron). Sa juridiction s'exerçait à Conlie par un bailli, un lieutenant, un procureur fiscal et un greffier : les appels allaient au présidial du Mans.
Saint Chéron Satus Caraunus, nom latin, nom de l'église et de la communauté d'habitants qui en dépendait, suivant Cauvin, Saint Chéron appartenait primitivement au territoire de Neuvillalais dont il aurait été démembré pour former une paroisse séparée. L'église de Saint-Chéron (ou plutôt la petite chapelle) était du XIe siècle. Aujourd'hui, elle n'existe plus, ayant été démontée et ses pierres ayant servi pour construire l'école actuelle de Mézières.
Les Prussiens à Mézières pendant la guerre de 1870
Après la défaite du Mans, les troupes françaises se replient vers Sillé et Laval, sans abandonner pour autant la lutte. Le vendredi 12 janvier 1871, à la nuit tombante 15 000 mobiles et marins font partie du 21e corps d'armée, harassés de fatigue, mourant de faim, arrivent dans le bourg de Mézières. Le froid est excessif, la neige couvre la terre. Chaque habitant, à la vue de ces malheureux soldats, leur abandonne son feu, son souper, son lit. Ils repartent le lendemain, talonnés par l'ennemi, mais seize d'entre eux, atteints de la petite vérole et de la fièvre typhoïde, restent dans les étables. Sœur Antonie qui dirige l'école depuis deux ans, les héberge chez elle, et fonde un poste d'ambulance avec le concours de sa collègue et de quelques habitants. Le dimanche 15, jour de Épiphanie, le canon gronde toute la journée et un sérieux accrochage a lieu à Crissé avec les troupes prussiennes. Le lundi 16 a lieu à Mézières les funérailles du père Dubois. En revenant du cimetière, le cortège mortuaire est surpris par des uhlans à cheval, revolver au poing, qui viennent inspecter le bourg et s'assurer qu'il n'y a pas de francs-tireurs embusqués dans le village pour tirer sur le bataillon prussien qui doit arriver dans l'après-midi, soit environ 800 soldats. Ceux-ci font dès leur arrivée main-basse sur toutes les victuailles et le bois. Ils quittent Mézières le 22 janvier. Deux soldats originaires du Calvados décèdent à l'ambulance : Boniface Beaujour, 21 ans, de Brécey et Jacques Bacon, 24 ans, de Longvillers et sont enterrés dans le cimetière de Mézières.
Le 3 février, 300 Prussiens du 12e régiment d'infanterie viennent à leur tour prendre leur cantonnement dans le village. Le capitaine exige la fourniture journalière pour ses troupes de 100 kg de viande de première qualité (qui est fournie par M. Blanchard, boucher à Neuvillalais à raison de 0,80 franc (Germinal) le kg), 150 kg de pain blanc (le blé est fourni par les fermiers) ; le boulanger prussien employa ainsi 3 336 kg de farine). Le chef prussien réclame aussi chaque jour 4 chandelles pour le corps de garde. Les Prussiens réquisitionnent, chez Michel Hubert, une barrique de vin rouge évaluée à 80 francs.
Le 6 mars au matin, la population voit avec soulagement les Prussiens quitter définitivement Méziéres. Les frais d'occupation à la charge de la commune se sont élevés à plus de 3 000 francs.
Un trésor caché de Méziéres, la « Butte au Cadeau »
Aux confins de la forêt de Méziéres, une des douze coupes portes le nom de coupe au cadeau. Il s'agit d'une déformation patoisante de « quart d'or ». Il existe en effet dans ce lieu la « butte au quart d'or », (futaille remplie d'or) ou suivant une constante tradition un trésor aurait été enfoui. À quelle époque remonte-t-il ? Tumulus antique, invasion des Bagaudes au Ve siècle, pendant la guerre de Cent Ans, ou les troubles des guerres de religion…

## Politique et administration
| Période                                  | Période  | Identité      | Étiquette | Qualité                 |
| ---------------------------------------- | -------- | ------------- | --------- | ----------------------- |
| 1971                                     | 1989     | Robert Taboy  | SE        | Agriculteur             |
| 1989                                     | mai 2020 | Jean Lebreton | SE        | Agriculteur             |
| mai 2020                                 | En cours | Kilian Trucas | SE        | Officier sapeur-pompier |
| Les données manquantes sont à compléter. |          |               |           |                         |

Le conseil municipal est composé de quinze membres dont le maire et quatre adjoints.

## Démographie
L'évolution du nombre d'habitants est connue à travers les recensements de la population effectués dans la commune depuis 1793. Pour les communes de moins de 10 000 habitants, une enquête de recensement portant sur toute la population est réalisée tous les cinq ans, les populations de référence des années intermédiaires étant quant à elles estimées par interpolation ou extrapolation. Pour la commune, le premier recensement exhaustif entrant dans le cadre du nouveau dispositif a été réalisé en 2007.
En 2022, la commune comptait 679 habitants, en évolution de −3,28 % par rapport à 2016 (Sarthe : −0,25 %, France hors Mayotte : +2,11 %).
Mézières-sous-Lavardin a compté jusqu'à 1 266 habitants en 1836.
| 1793  | 1800  | 1806  | 1821  | 1831  | 1836  | 1841  | 1846  | 1851  |
| ----- | ----- | ----- | ----- | ----- | ----- | ----- | ----- | ----- |
| 1 071 | 1 148 | 1 202 | 1 064 | 1 166 | 1 266 | 1 198 | 1 150 | 1 131 |

| 1856  | 1861  | 1866  | 1872 | 1876 | 1881 | 1886 | 1891 | 1896 |
| ----- | ----- | ----- | ---- | ---- | ---- | ---- | ---- | ---- |
| 1 075 | 1 100 | 1 071 | 942  | 915  | 901  | 811  | 817  | 779  |

| 1901 | 1906 | 1911 | 1921 | 1926 | 1931 | 1936 | 1946 | 1954 |
| ---- | ---- | ---- | ---- | ---- | ---- | ---- | ---- | ---- |
| 762  | 762  | 774  | 643  | 637  | 652  | 592  | 567  | 553  |

| 1962 | 1968 | 1975 | 1982 | 1990 | 1999 | 2006 | 2007 | 2012 |
| ---- | ---- | ---- | ---- | ---- | ---- | ---- | ---- | ---- |
| 526  | 447  | 335  | 291  | 379  | 415  | 560  | 581  | 713  |

| 2017 | 2022 | - | - | - | - | - | - | - |
| ---- | ---- | - | - | - | - | - | - | - |
| 695  | 679  | - | - | - | - | - | - | - |

## Économie
- Principalement agriculture et élevage.
- Deux entreprises de menuiserie.
- Un dépôt de pain mis en place après l'incendie de l'ancienne boulangerie.
- Un camping ouvert toute l'année.
- Chambres d'hôtes.

## Lieux et monuments
- Château du Vieux-Lavardin, ancien château fort du XIIe siècle, devenu manoir au XVe siècle, inscrit au titre des monuments historiques[22] (mottes castrales et courtine).
- Manoir de La Corbinière, du XVe siècle, inscrit au titre des monuments historiques[23].
- Collections privées (outillage, livres…) pouvant être visitées sur demande.
- Mézières-sous-Lavardin est traversée par plusieurs sentiers de randonnée et une petite forêt, la forêt de Mézières, se trouve sur son territoire.

### L'église Saint-Pierre
L'église Saint-Pierre, au cœur du village, abrite des fonts baptismaux du XIVe siècle, classés monument historique au titre d'objet, placés au bas de la nef, sous le clocher. Ils sont constitués d'une pierre monolithique de calcaire blanc, patinée par les ans, de forme octogonale, mesurant 65 cm de hauteur, soit 80 cm avec son socle, et 106 cm de diamètre. Ses bords supérieurs sont ornés de seize globules simulant de grosses perles, conformément aux usages des temps anciens. C'est le seul signe symbolique accentué de l'ornementation, à moins que l'on ne veuille en voir dans la riche ornementation des huit pans aux sculptures toutes différentes où sont représentées des fenêtres ogivales à lancettes, des trèfles, quatre feuilles, rosaces, etc.
Bon nombre de ces fonts baptismaux du Moyen Âge disparurent au XVIIIe siècle au profit des cuves ovales en marbre noir veiné de blanc sur piédestal, fabriquées à Solesmes alors à la mode. Cependant, on trouve toujours des cuves baptismales s'apparentant à celle de Mézières à Vernie, Bernay (transformée en bénitier), Tennie…

## Activité et manifestations
- Le Ciné-Pique-Nique de septembre, organisé par l'association Faites Mézières.
- 2000 Pattes est l'association des parents d'élèves du Sivos de la Longuève dont le but est de récolter des fonds pour financer l'achat de matériel scolaire ou/et l'organisation de sorties péri-scolaires pour les trois écoles du Sivos. Les recettes sont intégralement reversées aux trois écoles. Chaque année elle organise diverses manifestations dans les trois communes. Le clou de l'année se termine par la kermesse organisée avec le concours des instituteurs et des parents d'élèves bénévoles marquant ainsi la fin de l'année scolaire.
- Graine d'Idée est une association du Sivos de la Longuève (Neuvillalais, Mézières-sous-Labardin et Vernie) ayant pour but de favoriser les échanges entre les habitants du Sivos par le biais de manifestations culturelles ou sportives. Elle organise, par exemple, la « Brocante Verte » de Neuvillalais en mars dont le thème est la nature et le jardinage et dont les bénéfices sont versés aux écoles des trois communes. Cette manifestation a attiré plus de 400 visiteurs en 2009. Un projet de marché de Noël est également à l'étude.

## Personnalités liées
- Gabriel-René-Louis Salmon, personnalité politique, né le 21 septembre 1764 et décédé le 1er juillet 1822 à Mézières-sous-Lavardin